# Chiesa dell'Addolorata a Secondigliano
Il Santuario dell'Addolorata a Secondigliano è una chiesa basilicale di Napoli, sita in via Padre Gaetano Errico, nel quartiere Secondigliano, nella zona comunemente nota come il casale oggi, il mercatino di Secondigliano.
È una chiesa legata in modo indissolubile alla vita e alle opere di San Gaetano Errico.

## Storia
La storia della fondazione della chiesa dell'Addolorata, indissolubile dalla storia del santo sacerdote Gaetano Errico, che fortemente la volle, è ricca di racconti e di miracoli, attestati nella memoria popolare e negli atti pubblici.
(S. Gaetano Errico, alle folle)
È il 14 maggio 1826, festa della Pentecoste, anno giubilare nel Regno delle due Sicilie. La gente, ansiosa e curiosa di udire una divina ambasciata, affidata dalla Madonna, come si racconta, a San Gaetano Errico, gremisce tanto la Chiesa parrocchiale che il sacerdote non può passare.
Certi ormai che egli non lasci il paese, molti piangono al sentire che la Madonna ha scelto Secondigliano per una chiesa dedicata a Lei ed ognuno generosamente offre denaro e gli oggetti preziosi, che porta. In quell'occasione si dice furono raccolti 500 ducati e vari oggetti preziosi, che nel giro di una settimana arrivano a 1055 ducati e 2000 oggetti di valore. San Gaetano Errico racconta così nei suoi scritti:
(S. Gaetano Errico, nei suoi scritti)
La storia della costruzione della chiesa, è molto travagliata, e partendo da queste miracolose apparizioni profetiche, si snoda in numerosi aneddoti che ne vedono una nascita non facile, ma sorprendentemente del tutto riuscita. 
Successivamente alle apparizioni, il Santo viene invitato infatti dal suo parroco e confessore, don Michelangelo, a soprassedere per meglio conoscere la volontà di Dio, mentre P. Luigi Rispoli, redentorista, invece, lo sollecita, incoraggia e gli ordina: "Impegnati subito subito a far fabbricare la veduta chiesetta".
Nel 1822 il parroco consente a Gaetano Errico di chiedere al Comune l'autorizzazione per avere il terreno per la costruzione.
La richiesta suscita l'ira del cancelliere comunale, nonché medico condotto del paese, don Carlo Barbati, spalleggiato dal figlio sacerdote, don Peppino, i quali sostengono che una nuova chiesa allontanerebbe i fedeli da quella parrocchiale.
Tra le tesi contrarie alla nascita della chiesa, quella secondo la quale il popolo si sarebbe potuto impoverire per donare soldi, a causa del racconto di falsi miracoli e presunte apparizioni, create ad hoc per ottenere di costruire la Chiesa.
Inoltre era voce comune che qualora si sarebbe dovuta costruire una nuova chiesa, essa si sarebbe dovuta fare a Capodichino, al posto di quella di S. Michele, demolita per costruire il Campo di Marte.
Nonostante l'ostracismo politico del Barbati, presente al Consiglio comunale, che aveva convinto tutti i Decurioni a votare contro la proposta, il Sindaco, contest la validità del voto, proprio per la presenza indebita del cancelliere comunale.
Il Consiglio, costretto a riunirsi per il riesame, approvò.
Questo non poté evitare divisioni nel paese, e momenti di tensione tra gli opposti partiti, fino a provocare qualche tumulto.
Nel 1825 Sant'Alfonso appare di nuovo a Gaetano Errico, esortandolo a realizzare la costruzione della Chiesa, ma intorno alla vita del Santo si sviluppa una vera e propria congiura affinché la costruzione sia impedita, mediante calunnie verso la figura del Santo sacerdote, il quale viene accusato di raccogliere offerte per la dote della sorella ancora da maritare.
Il colpo più duro arriva quando il Sottintendente di Casoria, il Cav. Del Vecchio, convinto dal Barbati, ordina a Gaetano Errico di depositare tutte le offerte ricevute presso il parroco e di chiuderle in una cassa con tre chiavi, una per sé, l'altra per il sindaco e la terza per il parroco e gli proibisce di continuare a questuare, minacciandolo di carcere e d'esilio se continua a parlare della chiesa da costruire.
I tumulti popolari crebbero in breve tempo tra il popolo, che mal tollerava che le proprie offerte raccolte fossero in tal modo custodite e bloccate, e non destinate allo scopo per le quali erano state sborsate. Gaetano Errico, dopo aver subito anche una denuncia presso la Curia arcivescovile di Napoli come aizzatore di folle, si vide alla fine invece lodare e approvare il progetto dal Cardinale Ruffo Scilla, che mise fine alle lunghe discussioni, confermando il progetto della chiesa presso le autorità civili, nel febbraio del 1827.
(S. Gaetano Errico, nei suoi scritti)
Il 13 dicembre 1827, finalmente, il canonico don Gennaro Pellino, tra una folla esultante, benedice la prima pietra della nuova Chiesa, voluta dalla Madonna. I lavori cominciano il 2 gennaio 1828. Durante la costruzione si verifica un fatto prodigioso. Mentre si sta elevando un grosso masso, all'improvviso si sentono delle urla. La fune sta per spezzarsi. Accorre don Gaetano, che impallidisce, ma con la fede di un santo ordina: "Tirate. Non abbiate paura, perché non succede niente". E il masso è sistemato al suo posto.
La chiesa è terminata in soli tre anni di lavori, arredata del necessario e degli arredi sacri, costruita interamente con le offerte della gente del posto. Il 9 dicembre 1830 S. Ecc.za Mons. Rossi, arcivescovo di Damasco e Consultore di Stato,
benedice la nuova Chiesa, segno dell'opera più grande richiesta da Sant'Alfonso a don Gaetano: fondare una Congregazione religiosa.
Sull'altare centrale Gaetano Errico espone provvisoriamente un quadro alto più di due metri della Madonna Addolorata, che sta in piedi, poco distante dalla tomba del Figlio e con degli angeli piangenti, che portano i simboli della passione.
Nel 1835 lo sostituirà con una statua in legno commissionata all'artista napoletano Francesco Verzella, al quale il Santo fece fare e disfare per diciassette volte, l'espressione del volto, accontentandosi solo all'ultimo tentativo, quando entrò nella bottega dell'artista, arrossendo in volto, esclamando: "Questa è Lei!".
Cent'anni dopo, il 4 agosto 1935, il Cardinale Alessio Ascalesi solennemente l'incorona, riconoscendo il rapporto filiale che ormai lega la Madonna di Don Gaetano al popolo, specialmente, di Secondigliano.

## Descrizione
La costruzione della chiesa iniziò il 13 dicembre del 1827 e terminò dopo soli tre anni. Fu benedetta infatti il 9 dicembre del 1830 da Mons. Camillo Rossi, Arcivescovo di Damasco.
La chiesa, di piccole dimensioni, originariamente ad una sola navata (misura 20 metri di lunghezza e otto di larghezza), viene ampliata tra il 1885 e il 1894, dopo che Leone XIII, nel 1884, firmò il Decreto di Introduzione della Causa che conferiva il titolo di Venerabile a P. Gaetano Errico. Vi fu aggiunta una navata a destra di chi entra, con una Cappella dedicata all'Addolorata.
Furono aperti archi, ricostruita la cantoria, trasportati altarini, trasformata la sacrestia ed eseguite altre opere murarie sotto la direzione dell'ing. Giovanni Miranda e la sovraintendenza dei Sig. Gaetano Nocera fu Arcangelo, nominato cassiere e procuratore.
Terminati i lavori di trasformazione ed ampliamento nel 1894, si iniziarono quelli di abbellimento e la chiesa fu rivestita con pregiati marmi, ricoperta con artistici stucchi e decorazioni in oro, affrescata nella volta e nelle lunette laterali con dipinti del noto artista del tempo Vincenzo Galloppi che riproducono i Dolori della Vergine, il trionfo dell'Addolorata, il sacrificio di Abramo e il martirio dei Maccabei.
Una lapide, all'ingresso della chiesa, ricorda ai posteri la generosità del popolo secondiglianese ed i benemeriti del sacerdote Pietro di Nocera, superiore generale dei Missionari dei Sacri Cuori di Gesù e Maria.
(Lapide del 1894)
Nel 1991, in occasione del bicentenario della nascita di Gaetano Errico, viene ricavata, sul fianco sinistro della navata laterale una cappella in cui riporre le sacre spoglie di Gaetano Errico nel giorno della sua beatificazione, e che tutt'oggi conserva il suo corpo. 
Dapprima l'urna delle spoglie era sovrastata da unimponente statua bronzea eseguita, negli Stati Uniti, dallo scultore e missionario dei Sacri Cuori P. Leonardo Carrieri. Quest'opera attualmente è stata traslata all'esterno e ne domina il sagrato. Ha lasciato posto a una più modesta statua del Santo, in legno e colore.

## L'Addolorata di San Gaetano Errico
All'inaugurazione della chiesa, Gaetano Errico, espose sull'altare maggiore un quadro della Desolata, alto più di due metri, di autore ignoto. La Vergine vi è rappresentata in piedi, poco distante dalla tomba del Figlio, coronata di spine, profondamente addolorata, anche se le sue mani congiunte indicano rassegnazione, ed è circondata da angioletti piangenti che recano i simboli della passione. L'ambiente è troppo tetro e la Vergine, se esprime bene l'idea dei suo dolore, non invita alla confidenza.
Il quadro restò esposto alla pubblica venerazione soltanto per pochi anni, finché fu sostituito dalla celebre statua in legno vagheggiata da anni dal Santo.
Verso la fine dei 1834, egli si recò in una bottega artigiana, sita accanto alla chiesa di S. Nicola del Pozzo, nella strada dello Arcivescovado, dove da anni lavorava uno dei più bravi scultori di statue lignee del tempo, Francesco Verzella, e gli commissionò un gruppo di Addolorata con Angeli.
L'artista, messosi all'opera, produsse un volto di Madonna dai lineamenti perfetti e dall'espressione dolcissima, non incontrando però l'approvazione del Santo, che pur apprezzando il valore artistico, non era soddisfatto, costringendo il maestro a scolpire nuovamente l'opera.
La tradizione dice che soltanto alla diciassettesima volta, illuminandosi in volto, Gaetano Errico esclamò: "Così era".
Fu questo episodio che fece intuire al popolo e all'intero paese, che Gaetano Errico, avesse visto in visione la Madonna, cosa che il Santo non aveva mai confidato a nessuno, ma che risultò poi nelle sue Relazioni soltanto in forma accennata.
La Vergine scolpita dal Verzella, in dimensione naturale, dal cui volto spira un dolore profondo ma rassegnato, è seduta, con le mani poggiate sulle ginocchia, su di un masso ai piedi di una croce senza Cristo ed al cui lato sono deposte una lancia ed una spugna.
Alla sua sinistra, anche in dimensione naturale, un angelo cerca di consolarla, mentre alla sua destra, su di un poggio, un angioletto la fissa con occhi lacrimosi ed un altro, più sotto, per consolarla, si unisce al suo pianto. Sul masso, abbandonati qua e là, si vedono gli strumenti della Passione: chiodi, tenaglie, martelli e corona di spine.
Guardando quel "gruppo", l'animo si sente invitato alla preghiera ed alla confidenza.
Secondo una tradizione, la Madonna fece il suo ingresso in Secondigliano nel maggio o settembre del 1835.
I secondiglianesi quando, uniti a Gaetano Errico, le andarono incontro per accompagnarla processionalmente alla "Cappella", nel mirare per la prima volta quel volto, suprema rivelazione di bellezza e dolore, ne restarono rapiti.
Da quel giorno, l'Addolorata divenne il conforto, l'ispiratrice e la benefattrice di Secondigliano che, fondendo in uno i due nomi di Maria Addolorata e di Gaetano Errico, la chiamò e la chiama: "La Madonna di Don Gaetano".